# Marko Elsner
Marko Elsner (Ljubljana, 11 de abril de 1960 – 18 de maio de 2020) foi um futebolista esloveno, que atuou pela Iugoslávia, medalhista olímpico.

## Carreira
Elsner jogou pela Seleção Iugoslava de Futebol na Eurocopa de 1984 e nas Olimpiádas do mesmo ano.

## Morte
Morreu no dia 18 de maio de 2020, aos 60 anos.